# Jezera (Chorwacja)
Jezera – wieś w Chorwacji, w żupanii szybenicko-knińskiej, w gminie Tisno. W 2011 roku liczyła 886 mieszkańców.